# Placas Maiores de Néfi
Uma das quatro tipos de placas (lâminas de metal) mencionadas no Livro de Mórmon
As Placas de Maiores de Néfi continham, em sua maior parte, a história secular do povo nefita. Desde o tempo de Mosias, entretanto, as Placas Maiores passaram também a incluir assuntos de grande importância espiritual.
O Profeta Mórmon resumiu as Placas Maiores de Néfi e incluiu diversos comentários. Este resumo é conhecido como Placas de Mórmon